# The Execution of Mary Stuart
The Execution of Mary Stuart (dt. Die Hinrichtung der Maria Stuart) ist ein Kurzfilm, der im August 1895 veröffentlicht wurde. Der Film wurde von Thomas Edison produziert und gilt als der erste Historienfilm der Filmgeschichte. Regie führte Alfred Clark.

## Handlung
Maria Stuart (Robert Thomae) wird unter den Blicken zahlreicher Schaulustiger zum Schafott geführt und geköpft.

## Hintergrundinformationen
Im Anschluss an den Film sollen einige Zuschauer geglaubt haben, dass sie hier eine echte Exekution gesehen haben. Dies war nicht der Fall, Robert Thomae wurde zuvor mit einer täuschend ähnlich aussehenden Puppe ausgetauscht. Es handelt sich hierbei um den ersten Stopptrick in der Geschichte des Films.
Der Film gilt unter Filmhistorikern als der erste Historienfilm der Filmgeschichte. Des Weiteren wurde er für die Dokumentation Edison: The Invention of the Movies aus dem Jahre 2005 wiederverwendet. 
In der Zwischenzeit wurde das Werk zum gemeinfreien Gut.